# Neolythria maculosa
Neolythria maculosa là một loài bướm đêm trong họ Geometridae.